# 5-cm-KwK in Sockellafette I
Die 5-cm-KwK in Sockellafette I war eine Kampfwagenkanone mit der Kaliberlänge L/42 und L/60, die während des Zweiten Weltkrieges als ortsfeste Panzerabwehrkanone in Befestigungsanlagen zum Einsatz kam. Die Waffe L/60 wird in der geheimen Geräteliste der Wehrmacht mit der Nummer 5-0568 als 5-cm-Sockel-Kampfwagenkanone 39/4 L/60 aufgeführt.

## Geschichte

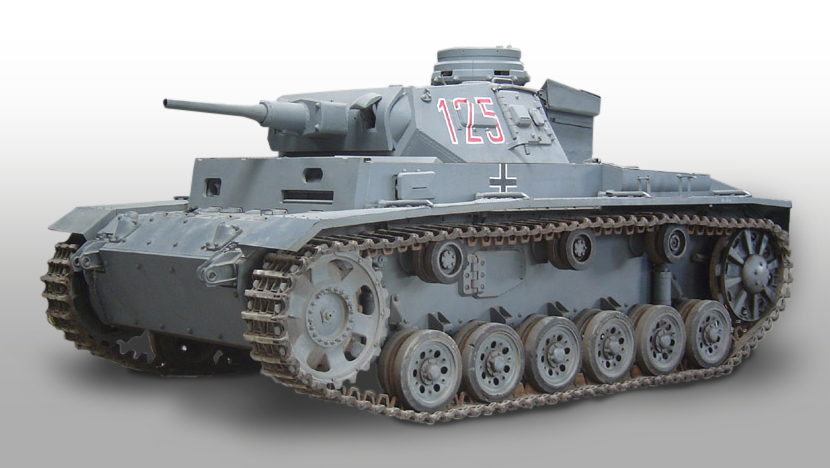
PzKpfw III Ausf. H Museum Saumur

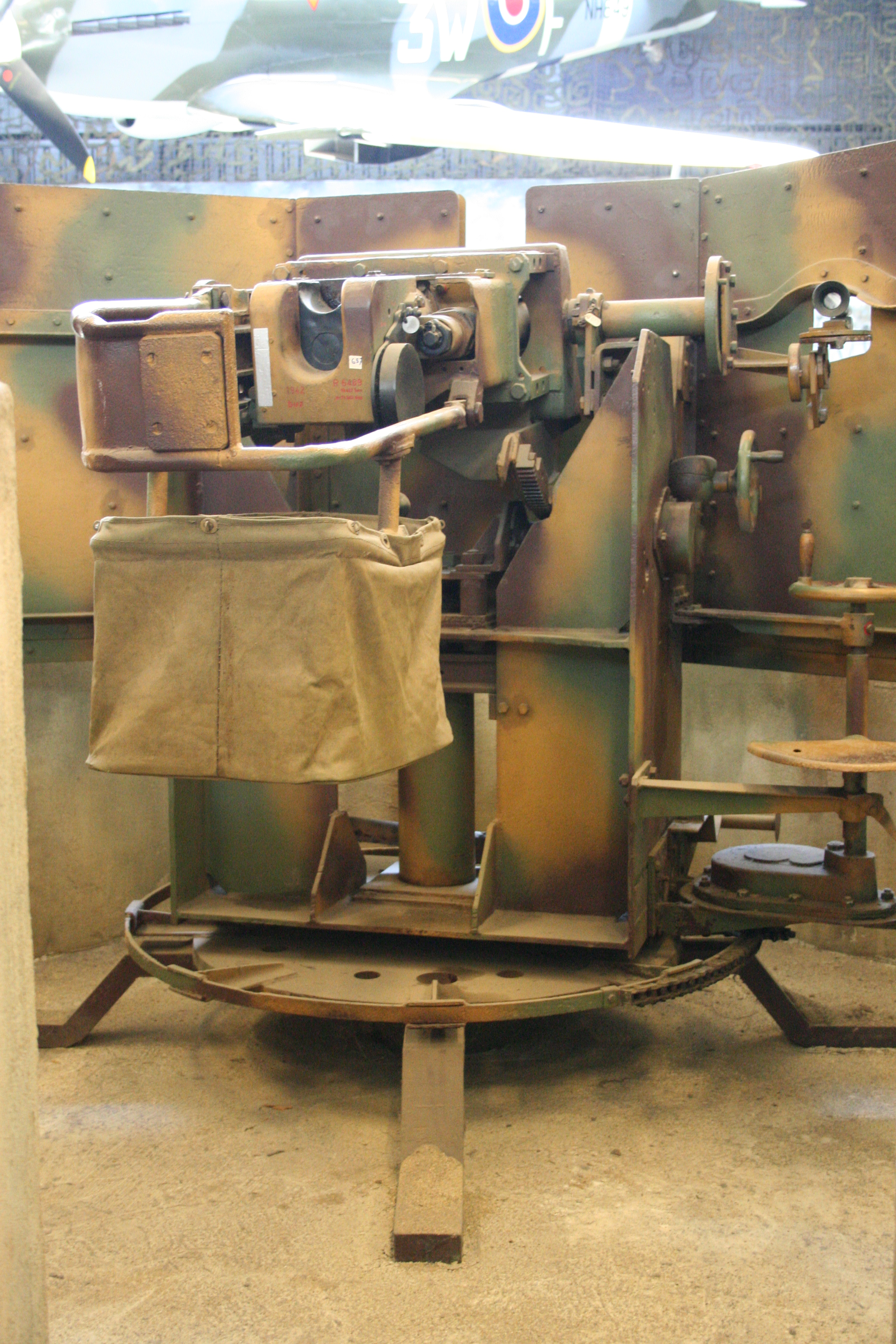
5-cm-KwK in Sockellafette I Museum Overloon

Die Entwicklung der 5-cm-Kampfwagenkanonen verlief in zwei Stufen. Mit der Ausf. G des Pz.Kpfw. III beginnend (einige E und F wurden nachgerüstet), war diese Waffe, als 5-cm-KwK (später L/42) bezeichnet, die Hauptwaffe des mittleren Panzers. Ein zweiter Typ (39 L/60) mit längerem Rohr und größerem Ladungsraum folgte. Bei der Entwicklung der 5-cm-Kampfwagenkanone L/60 wurde auf wesentliche Teile der 5-cm-Panzerabwehrkanone PaK 38 zurückgegriffen, die sich später vor allem im Afrikafeldzug gegen die britischen Cruiser-Tank-Kreuzer-Panzerkampfwagen, aber auch die amerikanischen Panzer vom Typ M3 Stuart auszeichnete. Die stark gepanzerten sowjetischen Panzer der Typen T-34, KW-1 und KW-2 konnten jedoch nur im Einsatz von spezieller Munition und mit dem längeren Rohr der 5-cm-KwK 39 L/60 effektiv bekämpft werden. Dies führte zur Überlegung die vorhandenen Rohre bzw. Geschütze L/42 für die Abwehr im Westen zu verwenden. Letztlich wurde mit der Ausf. N die bewährte 7,5-cm-KwK L/24 in die Panzer III eingebaut und auch die 5-cm-KwK 39 L/60 wurde verfügbar.
Das Oberkommando der Wehrmacht (OKW) hatte bereits Pläne für die 5-cm-KwK, so heißt es im Kriegstagebuch der Organisationsabteilung III am 20. Juni 1942, dass die freiwerdenden Waffen (L/42) in Lafetten der 4,5-cm-PaK (r) bzw. in Sockellafetten einzubauen seien. Mit 500 bodenständigen Geschützen und 600 beweglichen PaK sollte die Abwehrkraft im Westen verstärkt werden. Am 27. Juni wird dann vermerkt, dass die Lafettierung keine Wirkungsmöglichkeit gegen Luftziele benötigt, da die vorhandenen Sockellafetten dafür nicht geeignet sind. Am 7. August 1942 ist von 1800 5-cm-KwK die Rede, von denen 2/3 in den Bereich des Oberbefehlshabers West und 1/3 nach Norwegen gehen sollten. Die abweichende Zahl, von plus 700 Geschützen, ist wohl auf größere Bestände im Heereszeugamt und den geplanten Umbau der Fahrzeuge mit 5-cm-KwK 39 L/60 auf 7,5-cm-KwK L/24 zurückzuführen.
Für die Waffe stand sowohl panzerbrechende als auch Spreng-Munition zur Verfügung, so dass diese gegen Infanterie und leichter gepanzerte Fahrzeuge einsetzbar war.
Anders als beim Panzer III saß der Richtschütze auf der rechten Seite der Waffe. Die Waffe, bestehend aus Bodenstück, Rohr, Rohrbremse und Luftvorholer wurde an den Wiegenträger angeschraubt, der in den Schildzapfenlagern der Lafette gelagert ist. Rechts an der Lafettenwand ist die Richtanlage montiert. Die U-förmige Konstruktion in Breite der Schildzapfenlager ausgeführt ist, hat in der Mitte eine Drehsäule, welche auf der Grundplatte sitzt die auf dem Betonfundament verschraubt wird. Vorne an der Oberlafette ist mit Winkeleisen ein doppelwandiger Panzerblech-Schutzschild für die Bedienungsmannschaft montiert, der an den Seiten jeweils abgeschrägt ist.
Der Hersteller der Lafetten war die Firma Karges-Hammer & Franz Garny.

## Einsatz

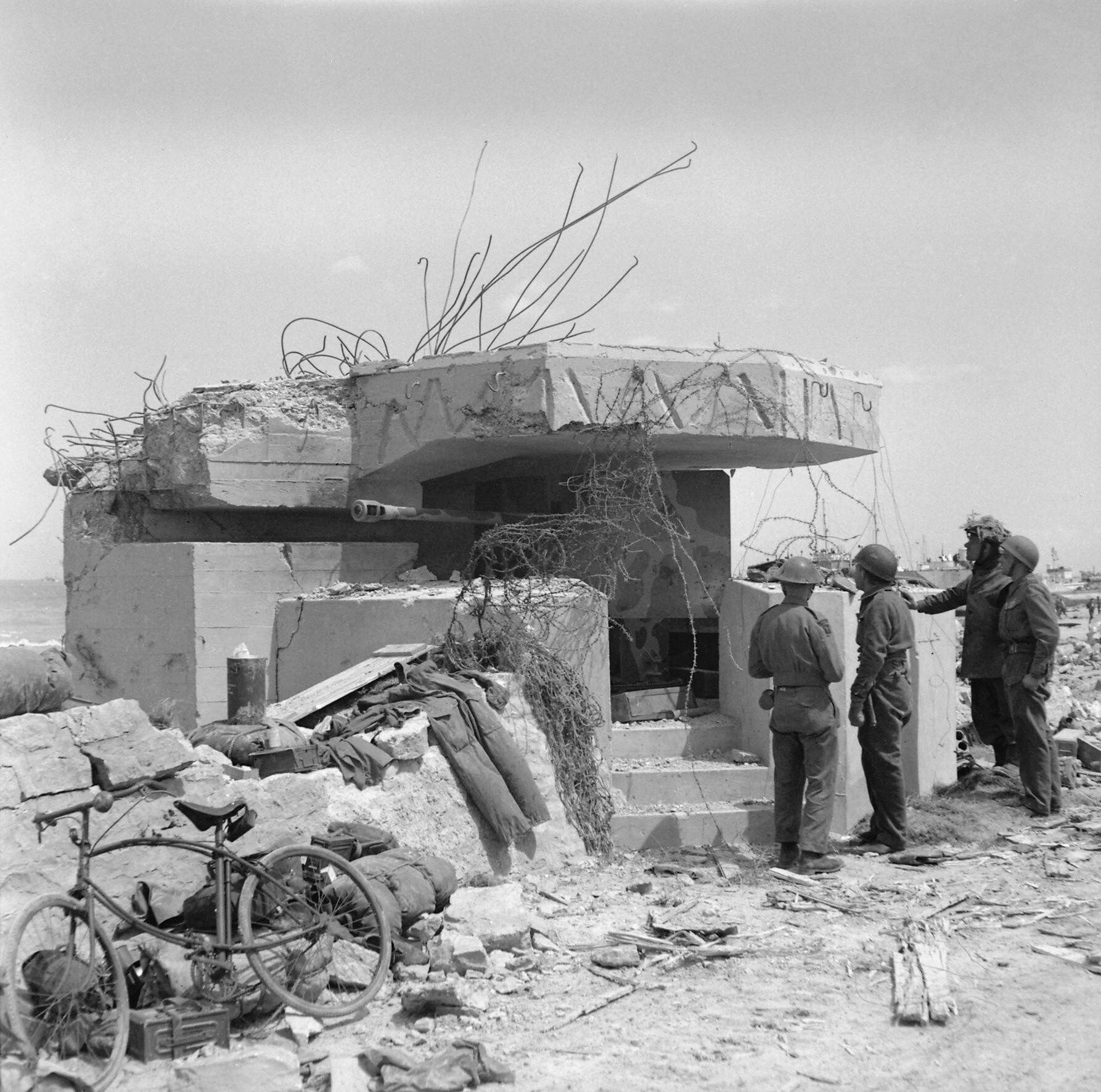

Verbaut wurden die Geschütze in strandnahen Stellungen, die meist nach links und rechts flankierend wirken konnten. Zum Schutz des Geschützes wurden sie auch oft in den Regelbauten R-600, R-653, R-654 und R-667 verbaut.

## Originale
Die hohe Zahl der gebauten Geschütze hat dazu geführt, dass an einigen Stellen des ehemaligen Atlantikwalls, diese Geschütze noch in ihren originalen Stellungen zu finden sind. Eines der meistfotographierten dürfte die 5-cm-KwK 39 L/60 an der Pegasusbrücke in der Normandie sein.

## Munitionsarten
Mittlere Durchschlagskraft gegen homogene, gewalzte Panzerstahlplatten bei einem Auftreffwinkel von 30° zur Vertikalen des Panzerfahrzeugs.
| Munition    | Projektilgewicht | Mündungs- geschwindigkeit ({\displaystyle v_{0}}) | Durchschlagskraft nach … | Durchschlagskraft nach … | Durchschlagskraft nach … | Durchschlagskraft nach … | Durchschlagskraft nach … |
| Munition    | Projektilgewicht | Mündungs- geschwindigkeit ({\displaystyle v_{0}}) | 100 m                    | 500 m                    | 1000 m                   | 1500 m                   | 2000 m                   |
| ----------- | ---------------- | ------------------------------------------------- | ------------------------ | ------------------------ | ------------------------ | ------------------------ | ------------------------ |
| PzGr. 39    | 2,060 kg         | 835 m/s                                           | 69 mm                    | 59 mm                    | 48 mm                    | 37 mm                    | –                        |
| PzGr. 40    | 0,900 kg         | 1.180 m/s                                         | 130 mm                   | 72 mm                    | 38 mm                    | –                        | –                        |
| PzGr. 40/41 | 1,060 kg         | 1.130 m/s                                         | 116 mm                   | 76 mm                    | –                        | –                        | –                        |

5 cm Sprenggranat-Patrone 38, kurz
Sprgr.Patr.38 (hochexplosives Splittersprenggeschoss)
- Projektilmasse: 1,82 kg
- Mündungsgeschwindigkeit: 550 m/s

## Varianten in der Küstenverteidigung
- 5-cm-Festungskampfwagenkanone 39/3 (in Turm 31-4805)
- 5-cm-Kampfwagenkanone L/42 auf Sockel-Laf. FK 97 (f) (konisch zulaufendes Pivot)